# Evangelista Correa de Rincón Soler
Juana Evangelista Correa de Rincón Soler (Tunja, s. XIX) va ser una escriptora colombiana.
Va néixer a la ciutat de Tunja, a la regió de Boyacá.
Segons Isidoro Laverde, va ser autora de diversos escrits a diaris de Bogotà. Correa és sobretot coneguda per la seva novel·la Los emigrados, una llegenda històrica escrita el 1867 i publicada el 1869, que parla dels avatars d'un jove matrimoni davant del procés d'independència i el procés de colonització del Casanare, contextualitzant-lo amb molt de rigor històric, i que es pot considerar gaire una novel·la de testimoniatge.
Val a dir, que Correa va escriure en un moment en què estava mal vist que les dones es dediquessin a aquesta activitat, i es considerava que havien de centrar-se a tenir cura de la llar; la mateixa Correa va escriure un advertiment preliminar a la seva obra Los emigrados: «No escric per donar-me aires d'escriptora […] els homes es burlaran de mi, com d'una pretensiosa; les dones potser acolliran amb gust aquesta burla [...]».
En l'àmbit personal, va estar casada amb el coronel Cándido Rincón Soler. Una vegada vídua, va rebre de l'estat una pensió mensual vitalícia, que havia de passar als seus fills en cas que morís mentre ells eren menors d'edat.